# Софроний Иерусалимский
Софроний Иерусалимский (греч. Σωφρόνιος Α΄ Ιεροσολύμων; около 560 года, Дамаск — 638 год) — иерусалимский патриарх. Почитается в православии в лике святителей, память совершается 11 (24) марта.

## Жизнеописание
В молодости Софроний был учителем словесности («софистом»). Рано ушёл в монастырь — в лавру святого Феодосия, где познакомился и сблизился с Иоанном Мосхом. Вместе с Иоанном Софроний совершил поездку по палестинским и сирийским монастырям. Однако нашествие Хосрова помешало им возвратиться в Палестину, и Софроний вместе с Иоанном направились в Александрию, где жили довольно долго при святом Евлогии и при святом Иоанне Милостивом. Вероятно, в эти годы они объезжают монастыри и святыни Египта.
После Александрии Софроний через Кипр совершил поездку в Рим, где Иоанн Мосх скончался около 620 года. Позже Софронием его прах был перенесён в лавру святого Феодосия.  В 630 году Софроний снова приехал в Египет, где в тот период было активно монофелитское движение. Он выступил против александрийского Патриарха Кира, насаждавшего монофелитство.
В 634 году он был избран на иерусалимскую кафедру. Это было время арабского завоевания, и вскоре после взятия Иерусалима Халифатом в 638 году Софроний скончался.

## Богословско-литературное наследие
Софроний не был академическим богословом, на догматические темы он высказывался как пастырь. Особую важность представляет его окружное послание, изданное при вступлении на иерусалимскую кафедру, где Софроний предлагает подробное исповедание веры в виду проявившейся монофелитской ереси. Впоследствии на VI Вселенском соборе оно было принято, как точное изложение веры. Послание Софрония написано очень сдержано, он настаивает только на основных догматах: 

Бесплотный воплощается, и Вечный приемлет рождение во времени, Бог истинный становится и человеком истинным. В воплощении Слово приемлет весь состав человеческий и единосущную нам плоть, и разумную душу, однородную нашим душам, и ум, совершенно одинаковый с нашим умом. И приемлет так, что всё человеческое начинает быть тогда, когда начинает быть человечеством Бога Слова. Два естества соединяются в единой ипостаси, будучи ясно познаваемы, как два, и каждое сохраняет и в соединении всю полноту особых свойственных ему качеств и определений.

Из неизменности двух естеств Софроний выводит различие двух действий (о двух волях он не говорит): «Мы исповедуем то и другое естественное действие в том и другом естестве и существе, из которых ради нас соделалось во Христе неслитное соединение, и соделало единого Христа и Сына всецелым Богом, которого нужно признать также и всецелым человеком». Оба действия Софроний относит к единому Христу по нераздельному единству его ипостаси: «И по человечеству действует Бог Слово. Однако, все человеческое Христос переживает «по-человечески» и «естественно», хотя и не по необходимости или невольно». Акцент Софроний делает на слове: «по-человечески», но без той «страдательности» или пассивности, которая характерна для «простой» то есть грешной, природы человека.
В историю христианской письменности Софроний входит не столько как богослов, сколько как агиограф и песнописец. Гомилии Софрония интересны по тем историческим деталям, которые позволяют представить себе жизнь Церкви в завоеванном Иерусалиме.
Софронию принадлежит знаменитое «Житие Марии Египетской», которое читается в Православной Церкви на пятой седмице Великого поста за богослужением, называемым «Мариино стояние». Так же славянские Часословы приписывают ему авторство гимна "Свете тихий", хотя это авторство многими богословами и церковными историками оспаривается.
Он закончил и издал «Луг Духовный» — труд своего покойного друга Иоанна Мосха. Долю его участия в написании этого труда определить сложно. Считается что ему принадлежит похвала и сказание о чудесах святых Кира и Иоанна целителей (поводом к составлению было его чудесное исцеление от глазной болезни).
В догматическом отношении особенно важно его слово на Благовещение. Софроний был песнописцем, но не всегда можно удостоверить истинную принадлежность приписываемых ему песнопений (например, песнопения под его именем, включённые в Постную Триодь ему не принадлежат). Считается что им был написан сборник «анакреонтических» стихотворений. Это не богослужебные песнопения, а гомилии, написанные в стихотворной форме. Софронию приписывается объяснение литургии, но существует мнение, что данный труд не его авторства. Следует отметить работу Софрония над церковным уставом. Симеон Солунский именно Софронию приписывал введение устава обители святого Саввы в общее употребление в Палестине.

## Публикации трудов Софрония
- Соборное послание («Деяния Вселенских Соборов», т. 6. Казань, 1908)
- Житие преподобной матери нашей Марии Египетской (Монреаль, 1980)
- Житие преподобной Марии Египетской
- Чудеса святых мучеников Кира и Иоанна (Пер. архиеп. Сергия Спасского. «Душеполезное Чтение», М., 1889. ч. 2)
- Слово на праздник Благовещения Пресвятой Богородицы (Пер. архим. Амвросия Погодина. Джорданвил, 1988)
- Слово на Сретение Господне («Прибавления к Церковным ведомостям», СПб., 1899. № 5)
- Слово на воздвижение честного Креста и на святое Воскресение(Пер. архим. Амвросия Погодина. Джорданвил, 1988)
- Омилия, произнесенная на поклонение честному и животворящему Кресту в среднюю седмицу Святой Четыредесятницы, говорящая также и о том, что по силе очистившим свой ум постом, возможно неосужденно приступить и причаститься Божественных Таин(Пер. архим. Амвросия Погодина. Джорданвил, 1988)
- Похвальное слово Святым Архангелам, и Ангелам и прочим Небесным силам(Пер. архим. Амвросия Погодина. Джорданвил, 1988)
- Похвальное слово блаженным Апостолам Петру и Павлу, произнесенное на четвертый день праздника Рождества Христова(Пер. архим. Амвросия Погодина. Джорданвил, 1988)
- Похвальное слово святому Иоанну Предтече